# Mühlhausen (Wüstung)
Mühlhausen ist eine Wüstung südlich der Stadt Schwarzenbach an der Saale im oberfränkischen Landkreis Hof.
Die genaue Lage von Mühlhausen ist noch nicht abschließend geklärt, lässt sich allerdings eingrenzen. Es lag östlich der heutigen Staatsstraße St 2177 zwischen Schwarzenbach und Kirchenlamitz im Bereich von Unterschieda, Waldbad und Entenloh.
Der Ort wurde erstmals 1317 im Hennebergischen Lehensverzeichnis erwähnt. Die Endung des Ortsnamens auf -hausen weist auf eine für die Region sehr frühe fränkische Besiedlung an einer Altstraße hin. 1398 empfing Arnold von Hirschberg verschiedene Lehen vom Nürnberger Burggrafen Johann III., darunter das als Wüstung bezeichnete Mühlhausen. Aus einer Urkunde von 1420 geht hervor, dass im Ort drei Bauern lebten. In der Zeit von 1466 bis 1592 wurde der Ort häufig in Urkunden erwähnt, allerdings wandelte sich die Bezeichnung allmählich weg von einer Ortschaft hin zu einem Waldgebiet. Thiem vermutet, dass Mühlhausen die ursprüngliche Bezeichnung für Schieda war bzw. dass es darin aufgegangen ist. Der Ortsname tauchte erstmals im Jahr 1538 auf. Er weist auf die alte Bezeichnung „Kleines Mühlhölzlein“ für die heutige Waldabteilung Waldbad hin. Die Zuordnung zu Schieda wird dadurch zweifelhaft, dass es ein weiteres Schieda bei Dörflas gab und im 15. Jahrhundert ein Gehöft Schieda bei Hallerstein, das üblicherweise zusammen mit Hallerstein und Gettengrün erwähnt wurde. Ernst Zeh verweist auf eine ältere verworfene Theorie nach Warg, wonach sich der Ort zwischen Schwingen und Quellenreuth befunden haben soll.